# Tổng thống Ấn Độ
Tổng thống Ấn Độ là nguyên thủ quốc gia của Ấn Độ và tổng tư lệnh Lực lượng Vũ trang Ấn Độ. Vai trò của tổng thống phần lớn là mang tính lễ nghi, với quyền hành pháp thực sự được trao cho Hội đồng Bộ trưởng, do thủ tướng đứng đầu. Quyền hạn của tổng thống Ấn Độ có thể so sánh với quyền lực của quốc vương, vua hay nữ hoàng của Anh, Thiên hoàng. Tổng thống cũng được gọi là Rashtrapati.
Tổng thống Ấn Độ trú ngụ tại một dinh được gọi là Rashtrapati Bhavan, tạm dịch là Nhà Tổng thống. Tổng thống được bầu bởi các thành viên của các Vidhan Sabha, Lok Sabha, và Rajya Sabha, và có nhiệm kỳ cầm quyền 5 năm (mặc dù tổng thống có thể ra tái tranh cử). Một thể thức được sử dụng để phân bổ phiếu bầu và vì thế có một cách cân bằng giữa dân số của mỗi bang và số lượng phiếu bầu mà các nghị sĩ từ mỗi bang có thể bỏ và đưa ra một cân bằng ngang bằng giữa số lượng nghị sĩ quốc hội bang và Quốc hội Ấn Độ. Nếu không có ứng cử viên nào nhận được đa số phiếu bầu thì có một chế độ mà theo đó các ứng cử viên thất bại được loại trừ khỏi cuộc chạy đua và phiếu bầu bỏ cho những ứng cử viên này được chuyển cho các ứng cử viên khác cho đến khi một người đạt đa số. Phó Tổng thống được bầu chọn bằng cuộc bỏ phiếu trực tiếp của tất cả các nghị sĩ được bầu cử và được chỉ định của Lưỡng viện quốc hội là Lok Sabha và Rajya Sabha.

## Lịch sử
Ấn Độ chính thức độc lập từ Vương quốc Liên hiệp Anh và Bắc Ireland vào ngày 15 tháng 8 năm 1947. Tuy nhiên, quốc gia này vẫn là một lãnh thổ thuộc Vương quốc Thịnh vượng chung và đã tiếp tục một mối quan hệ liên minh cá nhân với các quốc gia khác mà mỗi quốc gia xem cùng một người là vua và nguyên thủ quốc gia của họ. Quốc vương của Ấn Độ đã được đại diện bởi Toàn quyền Ấn Độ, ngày nay được bổ nhiệm bởi vua Anh quốc theo lời khuyên của Thủ tướng Ấn Độ, thay vì chính phủ Anh quốc.
Tuy nhiên, đã có một biện pháp tạm thời do sự tồn tại tiếp tục của một vị quốc vương chia sẻ ở trong chế độ chính trị Ấn Độ không được xem là phù hợp cho một quốc gia có chủ quyền thật sự. Toàn quyền đầu tiên của Ấn Độ, Lord Mountbatten, cũng là Tổng trấn Anh của Ấn Độ trước khi độc lập. Ông đã sớm giao quyền lực cho C. Rajagopalachari, người đã trở thành toàn quyền người Ấn Độ (và duy nhất). Trong lúc đó, Quốc hội Lập hiến do B. R. Ambedkar lãnh đạo đã sọan thảo một bản dự thảo hiến pháp Ấn Độ độc lập. Bản dự thảo này đã được hoàn tất vào ngày 26 tháng 11 năm 1949, và Hiến pháp đã được chính thức áp dụng ngày 26 tháng 1 năm 1950—một ngày có tầm quan trọng mang tính biểu tượng vì vào ngày 26 tháng 1 năm 1930, Đảng Quốc đại đã lần đầu phát hành lời kêu gọi độc lập hoàn toàn khỏi Anh quốc. Khi hiến pháp có hiệu lực, Toàn quyền và Quốc vương đã được thay thế bằng một vị tổng thống được bầu cử, với sự kiện Rajendra Prasad làm tổng thống đầu tiên của Ấn Độ.
Bước tiến này đã chấm dứt tình trạng của Ấn Độ là một Vương quốc thuộc Khối thịnh vượng chung, nhưng nước cộng hòa này vẫn ở trong Khối thịnh vượng chung Anh (Commonwealth of Nations). Nehru lập luận rằng một quốc gia nên được cho ở lại trong Khối thịnh vượng chung đơn giản bằng cách xem vua Anh như "Nguyên thủ Khối thịnh vượng chung" nhưng không nhất thiết phải là nguyên thủ quốc gia. Đây đã là một quyết định tiên phong đã đặt ra một tiền lệ trong nửa cuối của thế kỷ 20 cho nhiều thuộc địa Anh ở trong Khối thịnh vượng chung sau khi đã trở thành các nước cộng hòa mới độc lập.

## Tiêu chuẩn
Công dân Ấn Độ đủ 35 tuổi trở lên có quyền ứng cử tổng thống. Ứng cử viên tổng thống cần có đủ điều kiện để trở thành một nghị sĩ Lok Sabha và không được giữ một chức vụ nào hoặc có lợi ích nào dưới chính quyền. Tuy nhiên, một số người giữ một số chức vụ nhất định có thể được phép ra làm ứng cử viên tổng thống, đó là:
- Phó Tổng thống đương nhiệm.
- Thống đốc bang.
- Bộ trưởng của một Liên minh hay bất kỳ bang nào.

Trong trường hợp Phó Tổng thống, một Thống đốc Bang hoặc một bộ trưởng được bầu làm Tổng thống, người đó được xem là đã xin thôi chức vụ trước đó của mình vào ngày người đó bắt đầu nhậm chức tổng thống.

## Bầu cử
Tổng thống Ấn Độ được bầu cử khi chức vụ này bị khuyết, thông qua một đại cử tri đoàn bao gồm các nghị sĩ thuộc hai viện của Quốc hội và các nghị sĩ được bầu của Các Nghị viện bang (Vidhan Sabha). Cuộc bầu cử sử dụng phương pháp lá phiếu có thể chuyển cho người ứng cử khác đơn bầu đại biểu tỷ lệ. Bầu cử theo thể thức bỏ phiếu kín.
Mỗi cử tri bỏ một số phiếu bầu khác nhau. Nguyên tắc chung là tổng số phiếu bầu được các nghị sĩ Quốc hội bỏ ngang bằng với tổng số phiếu do các nhà lập pháp các bang bỏ. Ngoài ra, nghị sĩ các Nghị viện bang các bang lớn hơn được nhiều phiếu hơn các bang nhỏ hơn. Cuối cùng, số lượng các nghị sĩ bang trong một bang mới là vấn đề; nếu một bang có ít nghị sĩ hơn, thì mỗi nghị sĩ sẽ có tương đối nhiều phiếu hơn; nếu một bang có nhiều nghị sĩ bang hơn, thì mỗi nghị sĩ bang sẽ có ít phiếu bầu hơn.

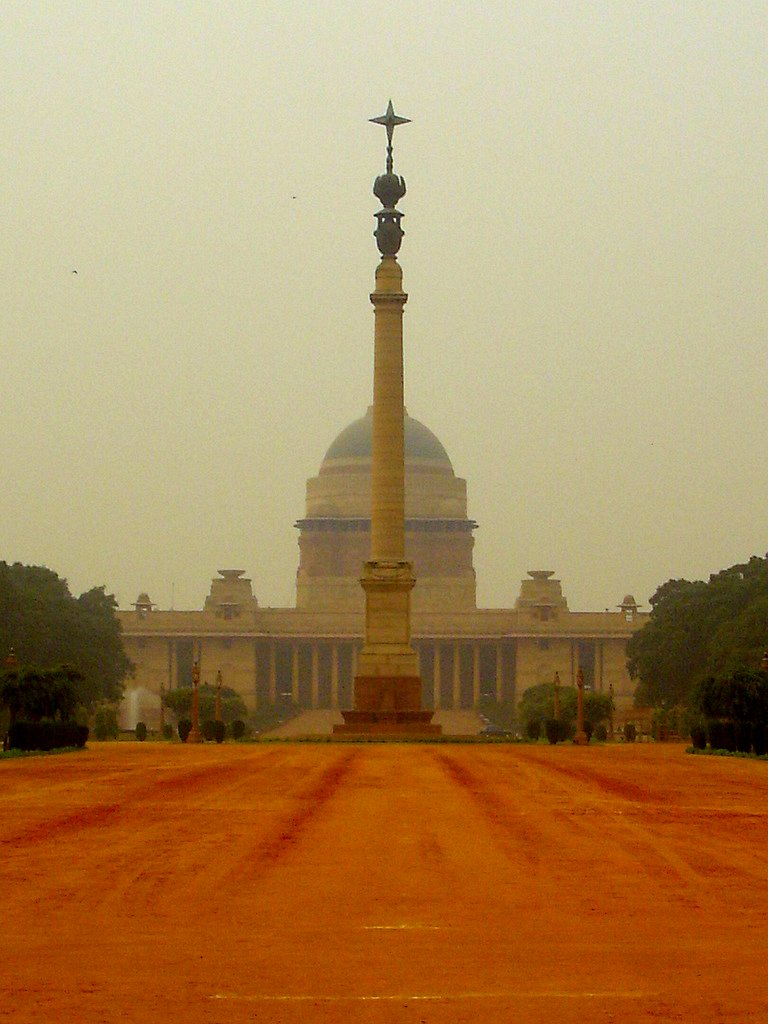
Rashtrapati Bhavan là nơi ở công vụ của Tổng thống Ấn Độ.

Cách tính toán thực tế cho số lượng phiếu bầu mỗi bang riêng biệt được bỏ được tính bằng cách chia dân số bang đó cho 1000, sau đó chia tiếp cho số lượng nghị sĩ lập pháp từ bang đó trong khu vực bầu cử.
Tổng thống được bầu một nhiệm kỳ 5 năm. Lương tổng thống là 50.000 Rs/tháng và tiền lương cho người đó không thể giảm trong suốt nhiệm kỳ tổng thống.

## Nhiệm vụ và quyền hạn
Tổng thống có quyền bổ nhiệm thủ tướng, các bộ trưởng, các giám khảo của Tòa án Tối cao và các Tòa án Cấp cao, cũng như các chức vụ khác như tổng kiểm toán, tổng thư ký, tổng thống ủy ban quốc gia về nhân quyền.
- Tổng thống có quyền ban hành sắc lệnh khi Quốc hội không họp hoặc khi có tình trạng khẩn cấp. Sắc lệnh có hiệu lực như luật pháp nhưng phải được thông qua bởi Quốc hội trong vòng sáu tuần kể từ khi họp lại.
- Tổng thống có quyền ban hành ân xá hoặc giảm án cho những người bị kết án theo luật liên bang hoặc tiểu bang.
- Tổng thống có quyền tuyên bố tình trạng khẩn cấp theo ba loại: chiến tranh, nổi loạn hoặc đe dọa ngoại bang; sự thiếu ổn định tại một tiểu bang hoặc một số tiểu bang; hoặc sự suy thoái của tài chính công. Trong tình trạng khẩn cấp, tổng thống có thể tạm ngừng hoặc hạn chế một số quyền và tự do của công dân và các tiểu bang.
- Tổng thống có quyền giải tán hay hoãn lại Hạ viện theo đề nghị của thủ tướng hoặc khi không có ai được tin cậy để thành lập chính phủ.
- Tổng thống có quyền thông qua hay từ chối các dự luật do Quốc hội thông qua. Nếu từ chối, dự luật sẽ được gửi lại Quốc hội để xem xét lại. Nếu Quốc hội thông qua dự luật lần hai với đa số hai phần ba, tổng thống phải thông qua dự luật đó.
- Tổng thống có quyền triệu tập, giải tán hoặc hoãn lại các phiên họp của Quốc hội hoặc một trong hai viện của nó.
- Tổng thống có quyền tư vấn, yêu cầu thông tin hoặc cảnh báo thủ tướng và các bộ trưởng về các vấn đề liên quan đến chính sách và quản lý nước.
- Tổng thống có quyền yêu cầu Tòa án Tối cao tư vấn về các vấn đề pháp lý hoặc hiến pháp.

## Danh sách tổng thống Ấn Độ
| №  | Tên (Năm sinh–Năm mất)                | Hình | Bầu cử | Nhậm chức           | Mãn nhiệm           | Phó Tổng thống                               |
| -- | ------------------------------------- | --- | --- | ------------------- | ------------------- | -------------------------------------------- |
| 1  | Rajendra Prasad (1884–1963)           | không khung | 1952 1957 | 26 tháng 1 năm 1950 | 12 tháng 5 năm 1962 | DrSarvepalli Radhakrishnan                   |
| 1  | Rajendra Prasad (1884–1963)           | không khung | Prasad, từ Bihar, Là Tổng thống đầu tiên của Ấn Độ độc lập, và cũng là Tổng thống phục vụ lâu nhất, trong 12 năm. Ông cũng là một chiến sĩ đấu tranh cho quyền tự do trong thời kỳ phong trào độc lập Ấn Độ. Prasad là tổng thống duy nhất phục vụ hai nhiệm kỳ.                          |                     |                     |                                              |
| 2  | Sarvepalli Radhakrishnan (1888–1975)  | | 1962 | 13 tháng 5 năm 1962 | 13 tháng 5 năm 1967 | Zakir Husain                                 |
| 2  | Sarvepalli Radhakrishnan (1888–1975)  | Radhakrishnan là một triết gia và nhà văn nổi tiếng và cũng giữ vị trí của phó hiệu trưởng của Đại học Andhra và Đại học Banaras Hindu. Ông cũng được sắc phong Hiệp sĩ Rồng Vàng của các Thiên thần bởi Đức Giáo hoàng Phaolô VI. Ông đã nhận được giải Bharat Ratna năm 1954 trước khi trở thành Tổng thống. Ông là Tổng thống đầu tiên từ Nam Ấn Độ.                                                                                                   | |                     |                     |                                              |
| 3  | Zakir Husain (1897–1969)              | không khung | 1967 | 13 tháng 5 năm 1967 | 3 tháng 5 năm 1969  | Varahagiri Venkata Giri                      |
| 3  | Zakir Husain (1897–1969)              | không khung | Hussain là Phó Hiệu trưởng của Đại học Hồi giáo Aligarh và một người nhận Padma Vibhushan và Bharat Ratna. Ông qua đời khi đương nhiệm, Tổng thống Ấn Độ đầu tiên qua đời khi đương nhiệm. Ông cũng là Tổng thống có thời gian phục vụ ngắn nhất. Ông cũng là Chủ tịch Hồi giáo đầu tiên. |                     |                     |                                              |
| –  | Varahagiri Venkata Giri * (1894–1980) | không khung | – | 3 tháng 5 năm 1969  | 20 tháng 7 năm 1969 | –                                            |
| –  | Varahagiri Venkata Giri * (1894–1980) | không khung | Ông được bầu làm Phó Tổng thống Ấn Độ vào năm 1967. Sau cái chết của Tổng thống Zakir Hussain, Giri được bổ nhiệm làm quyền Tổng thống Ấn Độ. Ông đã từ chức trong một vài tháng để tham gia cuộc bầu cử tổng thống.                                                                      |                     |                     |                                              |
| –  | Mohammad Hidayatullah * (1905–1992)   | không khung | – | 20 tháng 7 năm 1969 | 24 tháng 8 năm 1969 | –                                            |
| –  | Mohammad Hidayatullah * (1905–1992)   | không khung | Hidayatullah đã giữ chức Chánh án của Ấn Độ, và cũng là người nhận huân chương Đế chế Anh. Ông giữ chức quyền Tổng thống Ấn Độ cho đến khi Giri được bầu làm Tổng thống Ấn Độ. |                     |                     |                                              |
| 4  | Varahagiri Venkata Giri (1894–1980)   | không khung | 1969 | 24 tháng 8 năm 1969 | 24 tháng 8 năm 1974 | Gopal Swarup Pathak                          |
| 4  | Varahagiri Venkata Giri (1894–1980)   | không khung | Giri là người duy nhất từng phục vụ như là một tổng thống và chủ tịch của Ấn Độ. Ông là người nhận Bharat Ratna, và đã từng là Bộ trưởng Bộ Lao động Ấn Độ và Cao ủy Ceylon (Sri Lanka).                                                                                                  |                     |                     |                                              |
| 5  | Fakhruddin Ali Ahmed (1905–1977)      | không khung | 1974 | 24 tháng 8 năm 1974 | 11 tháng 2 năm 1977 | Basappa Danappa Jatti                        |
| 5  | Fakhruddin Ali Ahmed (1905–1977)      | không khung | Fakhruddin Ali Ahmed từng là Bộ trưởng trước khi được bầu làm tổng thống. Ông mất năm 1977 trước khi nhiệm kỳ của ông kết thúc, và là Tổng thống Ấn Độ thứ nhì chết khi đương nhiệm. |                     |                     |                                              |
| –  | Basappa Danappa Jatti * (1912–2002)   | không khung | – | 11 tháng 2 năm 1977 | 25 tháng 7 năm 1977 | –                                            |
| –  | Basappa Danappa Jatti * (1912–2002)   | không khung | Jatti là phó chủ tịch của Ấn Độ trong nhiệm kỳ của Ahmed và đã tuyên thệ nhậm chức khi Quyền Tổng thống Ấn Độ khi Ahmed qua đời. Ông trước đó đã làm chức thống đốc bang Mysore. |                     |                     |                                              |
| 6  | Neelam Sanjiva Reddy (1913–1996)      | | 1977 | 25 tháng 7 năm 1977 | 25 tháng 7 năm 1982 | Basappa Danappa Jatti Muhammad Hidayatullah  |
| 6  | Neelam Sanjiva Reddy (1913–1996)      | N.S. Reddy là Thủ hiến đầu tiên của bang Andhra Pradesh. Reddy là Thành viên duy nhất của Quốc hội từ Đảng Janata để được bầu từAndhra Pradesh. Ông được nhất trí bầu làm Chủ tịch của Lok Sabha vào ngày 26 tháng 3 năm 1977 và từ bỏ chức vụ này vào ngày 13 tháng 7 năm 1977 để trở thành Tổng thống thứ sáu của Ấn Độ. | |                     |                     |                                              |
| 7  | Giani Zail Singh (1916–1994)          | | 1982 | 25 tháng 7 năm 1982 | 25 tháng 7 năm 1987 | Muhammad Hidayatullah Ramaswamy Venkataraman |
| 7  | Giani Zail Singh (1916–1994)          | Tháng 3 năm 1972, Singh đảm nhiệm vị trí của Bộ trưởng Punjab, và năm 1980, ông trở thành Bộ trưởng Bộ Nội vụ. Ông cũng là thư ký của Phong trào Không liên kết (NAM) từ năm 1983 đến năm 1986 | |                     |                     |                                              |
| 8  | Ramaswamy Venkataraman (1910–2009)    | | 1987 | 25 tháng 7 năm 1987 | 25 tháng 7 năm 1992 | Shankar Dayal Sharma                         |
| 8  | Ramaswamy Venkataraman (1910–2009)    | Năm 1942, Venkataraman đã bị Anh bỏ tù vì đã tham gia vào phong trào phong trào độc lập Ấn Độ. Sau khi được thả ra, ông được bầu làm Quốc hội lâm thời độc lập của Ấn Độ vào năm 1950 và cuối cùng gia nhập chính phủ trung ương, nơi ông lần đầu tiên làm Bộ trưởng Bộ Tài chính và Công nghiệp và sau đó là Bộ trưởng Bộ Quốc phòng. | |                     |                     |                                              |
| 9  | Shankar Dayal Sharma (1918–1999)      | | 1992 | 25 tháng 7 năm 1992 | 25 tháng 7 năm 1997 | Kocheril Raman Narayanan                     |
| 9  | Shankar Dayal Sharma (1918–1999)      | Sharma đã là Thủ hiến của bang Madhya Pradesh, Và Bộ trưởng Truyền thông Ấn Độ. Ông cũng từng là thống đốc của Andhra Pradesh, Punjab và Maharashtra. | |                     |                     |                                              |
| 10 | Kocheril Raman Narayanan (1920–2005)  | | 1997 | 25 tháng 7 năm 1997 | 25 tháng 7 năm 2002 | Krishan Kant                                 |
| 10 | Kocheril Raman Narayanan (1920–2005)  | Narayanan từng là đại sứ Ấn Độ tại Thái Lan, Thổ Nhĩ Kỳ, Trung Quốc và Hoa Kỳ. Ông đã nhận bằng tiến sĩ Khoa học và Luật và cũng là một hiệu trưởng tại một số trường đại học. Ông cũng là Phó hiệu trưởng của Đại học Jawaharlal Nehru. Ông là Tổng thống đầu tiên từ Kerala, và cũng là Tổng thống đầu tiên của Dalit. | |                     |                     |                                              |
| 11 | A. P. J. Abdul Kalam (1931–2015)      | | 2002 | 25 tháng 7 năm 2002 | 25 tháng 7 năm 2007 | Krishan Kant Bhairon Singh Shekhawat         |
| 11 | A. P. J. Abdul Kalam (1931–2015)      | Kalam là một nhà khoa học đóng vai trò dẫn đầu trong việc phát triển các chương trình vũ khí hạt nhân và tên lửa đạn đạo của Ấn Độ. Ông cũng nhận được Bharat Ratna. Kalam được gọi một cách trìu mến là Tổng thống Nhân dân, do các hoạt động của ông. Ông là tổng thống cử nhân đầu tiên của Ấn Độ, và là Tổng thống Hồi giáo đầu tiên đã hoàn thành nhiệm kỳ của mình. Kalam chết sau một cơn đau tim trong khi đưa ra một bài phát biểu tại Shillong. | |                     |                     |                                              |
| 12 | Pratibha Patil (1934–)                | | 2007 | 25 tháng 7 năm 2007 | 25 tháng 7 năm 2012 | Mohammad Hamid Ansari                        |
| 12 | Pratibha Patil (1934–)                | Patil là người phụ nữ đầu tiên trở thành Tổng thống Ấn Độ. Bà cũng là nữ đầu tiên Thống đốc Rajasthan. | |                     |                     |                                              |
| 13 | Pranab Mukherjee (1935–2020)          | | 2012 | 25 tháng 7 năm 2012 | 25 tháng 7 năm 2017 | Mohammad Hamid Ansari                        |
| 13 | Pranab Mukherjee (1935–2020)          | Pranab Mukherjee giữ nhiều chức vụ khác nhau trong bộ máy chính phủ của Chính phủ Ấn Độ như Bộ trưởng Bộ Tài chính (Ấn Độ), Bộ trưởng Tài chính, Bộ Ngoại giao Ấn Độ, Bộ trưởng Ngoại giao, Bộ trưởng Quốc phòng và Phó Chủ tịch Uỷ ban Quy hoạch. | |                     |                     |                                              |
| 14 | Ram Nath Kovind (1945–)               | | 2017 | 25 tháng 7 năm 2017 | 25 tháng 7 năm 2022 | Venkaiah Naidu                               |
| 14 | Ram Nath Kovind (1945–)               | | |                     |                     |                                              |
| 15 | Droupadi Murmu (1958–)                | | 2022 | 25 tháng 7 năm 2022 | Đương nhiệm         | Venkaiah Naidu                               |
| 15 | Droupadi Murmu (1958–)                | Murmu là người phụ nữ thứ hai trở thành Tổng thống Ấn Độ. | |                     |                     |                                              |